# Maureen Mockford
Maureen Mockford (* um 1940; † 2008, geborene Maureen Perry) war eine nordirische Badmintonspielerin und Bowlerin. 

## Karriere
Maureen Mockford wurde 1970 nationale Meisterin im Badminton in Irland. Im gleichen Jahr startete sie auch bei den British Commonwealth Games, wo sie Rang 17 im Dameneinzel belegte. Von 1961 bis 1970 stand sie 18 Mal im irischen Nationalteam. In ihrer späteren Karriere nahm sie als Bowlerin an den irischen Trials teil. 2008 starb sie an Leukämie.

## Erfolge im Badminton
| Saison | Veranstaltung                 | Disziplin   | Platz | Name             |
| ------ | ----------------------------- | ----------- | ----- | ---------------- |
| 1970   | Irland: Einzelmeisterschaften | Dameneinzel | 1     | Maureen Mockford |
| 1970   | British Commonwealth Games    | Dameneinzel | 17    | Maureen Mockford |